# Kapiri Mposhi (Ort)
Kapiri Mposhi ist eine Stadt mit 83.221 Einwohnern (2022) in Sambia, nördlich der Hauptstadt Lusaka. Sie liegt in der Zentralprovinz an der Great North Road (Tanzam Highway). Kapiri Mposhi liegt etwa 1270 Meter über dem Meeresspiegel und ist Hauptstadt des gleichnamigen Distrikts.
1931 wurde hier die erste Kupfermine in der später als Copperbelt bezeichneten Bergbauregion eröffnet.

## Verkehr und Wirtschaft

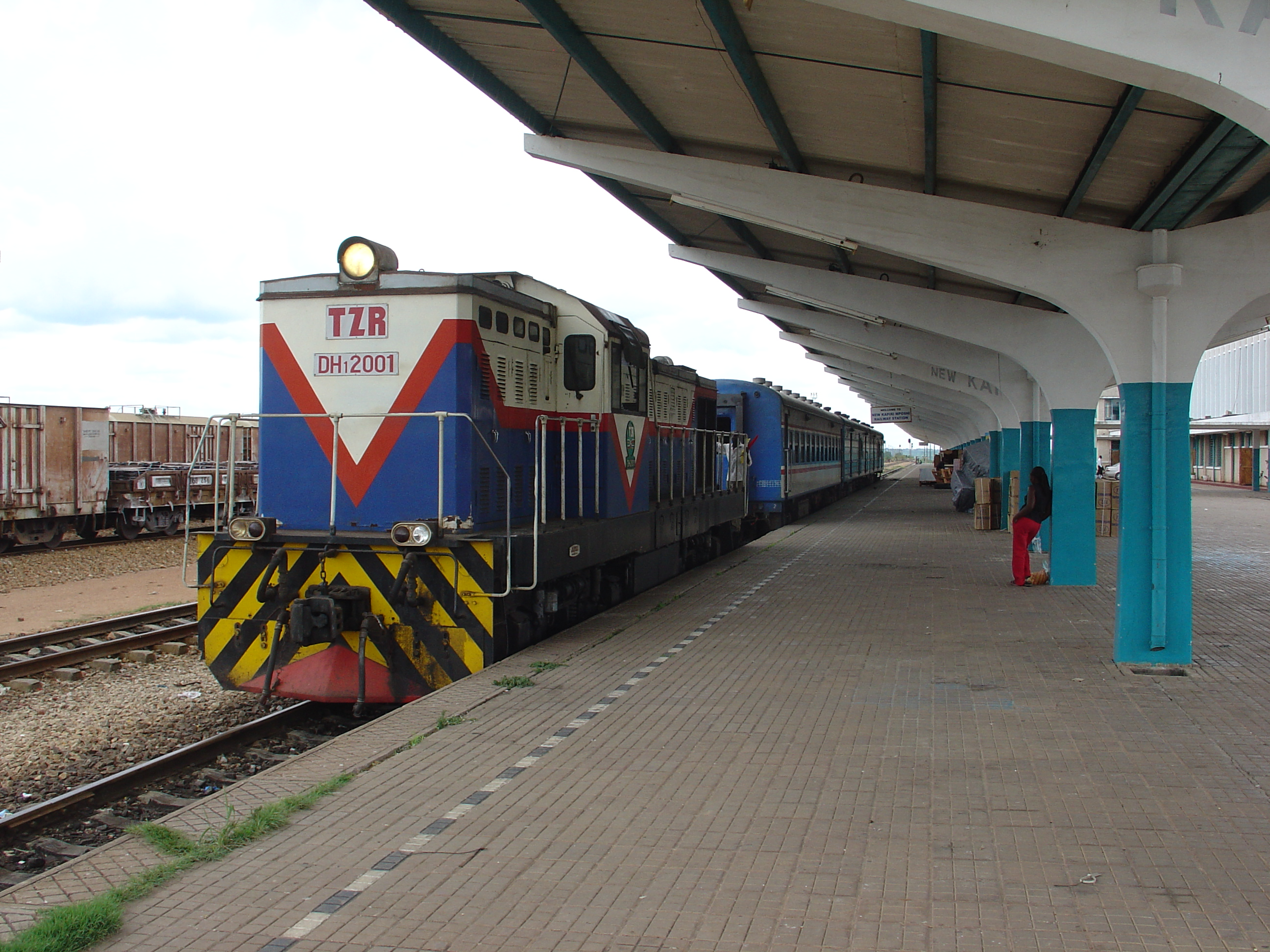
Reisezug der Tanzania–Zambia Railway (TAZARA) im Bahnhof New Kapiri Mposhi

Kapiri Mposhi liegt an der Fernstraße T2. Es ist vor allem ein Transitort, ein Eisenbahnknotenpunkt, von dem aus unter anderem Daressalam, Lubumbashi in der Demokratischen Republik Kongo und Kapstadt erreicht werden können. Es ist die Eisenbahnstrecke der Zambia Railways Ndola-Lusaka-Livingstone. Zwei Kilometer vor der Kleinstadt zweigt bei New Kapiri Mposhi die Strecke der TAZARA nach Tansania ab. Auf diesem Schienenweg erfolgen sambische Im- und Exporte von und zum Hafen Daressalam.
Ferner beginnt hier Sambias meistfrequentierte Straßenroute, die Fernstraße T3. Sie führt in den sambischen Teil der Region Copperbelt und weiter in die nördlich benachbarte Demokratische Republik Kongo nach Lubumbashi.
In Kapiri Mposhi gibt es einige Geschäfte, eine Tankstelle, einen Wochenmarkt und ein Motel. Kapiri Mposhi bietet einige Arbeitsplätze in der Glas- (Glass Products Ltd) und Keramikproduktion.

## Gesundheit
Die Infektionsrate mit dem HI-Virus ist hier doppelt so hoch wie im Landesdurchschnitt.

## Demografie
| Jahr | Einwohnerzahl |
| ---- | ------------- |
| 1990 | 13.540        |
| 2000 | 27.219        |
| 2010 | 44.783        |
| 2022 | 83.221        |

## Persönlichkeiten
- Janny Sikazwe (* 1979), Fußballschiedsrichter